# Bowers-Canyon
Koordinaten: 71° 55′ S, 172° 30′ O
Der Bowers-Canyon ist ein Tiefseegraben vor der Küste des ostantarktischen Viktorialands. Er liegt westlich der Iselin Bank im Rossmeer.
Die vom Advisory Committee on Undersea Features im Jahr 1980 anerkannte Benennung erfolgte in Anlehnung an die Benennung des Bowers-Gletschers. Dessen Namensgeber ist der US-amerikanische Meteorologe Chester H. Bowers, leitender US-Repräsentant auf der Hallett-Station im Jahr 1962. Messungen aus dem Jahr 2004 in diesem Gebiet ergaben, dass dieser Graben möglicherweise nicht existiert.